# Sanktpeterburški jez
Kompleks objektov za preprečevanje poplav v Sankt Peterburgu (rusko Ко́мплекс защи́тных сооруже́ний Санкт-Петербу́рга от наводне́ний – kómpleks zashchítnykh sooruzhéniy Sankt-Peterbúrga ot navodnéniy), neuradno Sankpeterburški jez je 25 km dolg sistem jezov za obvladovanje poplav v bližini Sankt Peterburga v Rusiji. Jez se razteza od Lomonosova proti severu do otoka Kotlin (in mesta Kronštat), nato pa zavije proti vzhodu proti rtu Lisiy Nos blizu Sestroretska.
Kompleks je namenjen zaščiti Sankt Peterburga pred hudim neurjem, tako da loči zaliv Neva od preostalega Finskega zaliva. Predor v kompleksu služi tudi kot zadnji krak obvoznice Sankt Peterburga. Severni in južni del jezu delujeta kot dva velikanska mostova, ki omogočata dostop s celine do otoka Kotlin in Kronštata.
V preteklosti so neurja iz zaliva v mestu povzročila več kot 300 poplav različnih resnosti, nekatere z uničujočimi učinki. Jez je sposoben zaščititi mesto pred vodo, ki se dviga do 5 m. Njegova prva uporaba za zadrževanje dohodne baltske vode v zaliv Neva je 28. novembra 2011 povzročila dvig vode za 1,3 metra nad morsko gladino, pod nivojem poplav 1,6 mnm po baltskem koordinatnem sistemu. S tem so preprečili 309. poplavo v zabeleženi zgodovini mesta in prihranili približno 1,3 milijarde rubljev predvidene škode.
Gradnja kompleksa za preprečevanje poplav se je začela leta 1978 in je postala eden najdaljših gradbenih projektov v Rusiji. Po daljšem premoru v 1990-ih in zgodnjih 2000-ih letih se je gradnja nadaljevala leta 2005 zaradi posredovanja ruskega predsednika Vladimirja Putina, ki je po rodu iz Sankt Peterburga. Putin je končno odprl dokončan kompleks leta 2011, ko so bili dokončani vsi objekti na južnem delu jezu, skupaj z 1,2 km dolgim podvodnim cestnim predorom pod glavno južno zapornico, ki je najdaljši podmorski predor v Rusiji.
Okoli jezu je postavljenih več kot 30 čistilnih naprav, ki so del večjega programa čiščenja vode v zalivu Neva.

## Podatki
Jez obsega Finski zaliv z otokom Kotlin (Kronštat) v središču. Razteza se na 25,4 km  in stoji 8 m nad morsko gladino. Vključuje dve veliki odprtini za plovbo, ki ju je mogoče zapreti, ko grozi poplava. Gradnja se je začela leta 1979, vendar se je v ruskih političnih in gospodarskih pretresih v 1990-ih letih ustavila; nadaljevala se je mnogo let pozneje in se končno končala leta 2011. Glavna prednost, ki jo večina ljudi navaja, ni le nadzor poplav, temveč boljši prometni pretok, saj jez dokonča obvoznico Sankt Peterburga.

## Poplave Neve
Sankt Peterburg je trpel zaradi pogostih poplav (več kot 340 v zabeleženi zgodovini), nekatere so bile prave naravne nesreče. Mesto leži na izsušenih močvirjih, otokih in v estuariju reke Neve, kjer so poplave pogoste. Pretok iz Ladoškega jezera je velik in tok Neve je hiter, vendar poplave na splošno povzročajo vode, ki zajezijo Nevo v njenem izlivu v Finskem zalivu. Večina rek poplavlja v obdobjih izjemno velikega pretoka, vendar Neva običajno poplavlja pozno jeseni.
V zgodnji literaturi so bili močni vetrovi iz Finskega zaliva pogosto navedeni kot vzrok za poplavo Neve, vendar znanstveniki zdaj razumejo kompleksnejšo hidrometeorološko verigo dogodkov za tem. Območje z nizkim tlakom v severnem Atlantiku se premika na kopno, kar povzroča ciklone nizke vrednosti v Baltskem morju. Nizek tlak ciklona potegne večjo količino vode od običajne v tako rekoč izkopan Baltik. Ko se ciklon nadaljuje v notranjost, se v Baltiku vzpostavijo dolgi nizkofrekvenčni[8] sejški valovi. Ko valovi dosežejo ozek in plitev zaliv Neve, postanejo veliko višji in na koncu prebijejo nabrežje Neve.
Najhujša taka poplava se je zgodila 19. novembra 1824, ko se je gladina vode dvignila za 4,21 m nad normalno. Dramaturg Aleksander Gribojedov je zapisal: »Nasipi različnih kanalov so izginili in vsi kanali so se združili v enega. Stoletna drevesa v Letnem vrtu so bila iztrgana s tal in ležala v vrstah, s koreninami navzgor.« Ko se je voda umaknila, je umrlo 569 ljudi, na tisoče jih je bilo ranjenih ali zbolelih – več kot 300 stavb je odplavilo. Poplava leta 1824 je prizorišče slavne pesmi Aleksandra Puškina, Bronasti jezdec (1834). Druge katastrofalne poplave so se zgodile v letih 1777 in 1924. Ena zadnjih poplav se je zgodila 18.–19. oktobra 1998, ko se je gladina vode dvignila na 2,2 m.

## Projekt
Leta so ugledni znanstveniki in državniki carske Rusije razvijali različne načrte za zaščito pred poplavami, Sovjetska zveza pa je idejo uresničila. Poplava leta 1955 je končno pokazala, da mesto potrebuje zaščitni jez. Številne možnosti so bile obravnavane, preden se je sovjetska vlada odločila za 25,4 km dolg kompleks 11 jezov, vključno s šestpasovno avtocesto na vrhu.
Projekt so začeli leta 1979, gradnja pa se je nadaljevala vse do leta 1995, ko je bil jez dokončan okoli 70 %, ko je bil zaradi težav pri pridobivanju financiranja po razpadu Sovjetske zveze projekt prekinjen do leta 2005, ko je predsednik Vladimir Putin ukazal njegovo nadaljevanje. Gradnja je bila zaključena leta 2011, uradna otvoritev kompleksa pa je bila 12. avgusta 2011. Putin je na otvoritveni slovesnosti dejal, da je dokončanje projekta »zgodovinski dogodek« in pomeni, da Sankt Peterburg »ni le zaščiten pred poplavami, temveč se je izboljšala tudi ekološka situacija.«
Celoten projekt je stal približno 109 milijard rubljev (3,85 milijarde dolarjev) in je povzročil niz enajstih ločenih jezov, ki merijo skupaj dobrih 25 kilometrov čez Finski zaliv. V strukturo sta vgrajeni dve odprtini, ki omogočata prehod ladij, šest vrat, ki jih je mogoče zapreti, da zadržijo vodo in približno 30 naprav za čiščenje vode, ki teče v zaliv. Za izgradnjo jezov je bilo potrebnih 42 milijonov m3 kamna in zemlje, 2 milijona m3 armiranega betona in približno 100.000 ton jeklenih konstrukcij in drugih materialov. Projekt je zasnovalo in izvajalo preko 100 znanstvenih in projektantskih institucij, gradbenih podjetij ter dobaviteljev materialov in opreme.

## Kritike
Nasprotniki so med gradnjo jezu izrazili zaskrbljenost in organizirali demonstracije. Glavni pomisleki so povezani s kakovostjo vode in vplivom na zgodovinsko pomembne lokacije.

### Kakovost vode
Nasprotniki jezu so se bali, da bo jez omejeval vodni pretok in nabiral onesnaženo vodo v jezu. Zajezitev izliva in spreminjanje njegovega vzorca toka povzročata številne fizične in biološke vplive; motnja normalnega toka ovira naravni tok in vpliva na habitat vode. 60 kanalov in rek, ki tečejo skozi Sankt Peterburg, se izliva v zajezeno območje. Trenutno je voda v Nevi dovolj dobra, da služi kot vir za pitno vodo.
Za reševanje problema onesnaževanja vode je mestna vlada sprejela načrt za posodobitev mestnega kanalizacijskega sistema, da se količina neočiščene odpadne vode omeji na manj kot 0,1 %. Ukrepi, ki jih izvajajo, se zdijo precej učinkoviti – po zagonu sodobne dolgo pričakovane čistilne naprave Jugozahodne odpadne vode v letu 2006 naj bi se količina bioloških in fosfatnih odpadkov zmanjšala za 60 % oziroma 25 %. Okoli kompleksa je nameščenih več kot 30 naprav za čiščenje vode, kar je del večjega prizadevanja za čiščenje vode v zalivu Neva.

### Vplivi na mesto svetovne dediščine
Jez poteka skozi zgodovinske severne utrdbe Kronštata, ki so na seznamu svetovne dediščine.